# 파르크슈타디온
파르크슈타디온 (Parkstadion)는 독일의 겔젠키르헨에 위치한 FC 샬케 04의 구(舊) 홈구장이다. 1974년 FIFA 월드컵을 앞두고, 글뤼카우프-캄프반 경기장을 대체하기 위해 건설되었다. 축구 경기 외에도 콘서트장으로 활용되기도 하였다.

## 주요 콘서트 공연
마이클 잭슨은 배드 월드 투어 (Bad World Tour) 일정 중 1988년 9월 4일에, 히스토리 월드 투어 (HIStory World Tour) 일정 중 1997년 6월 15일에 이곳에서 공연을 하였다.
롤링 스톤 또한 1990년 8월 16일에 어반 정글 투어 (Urban Jungle Tour)의 일부와 1998년 6월 27일 바빌론 투어 (Babylon Tour)의 일정으로 이곳에서 콘서트를 하였다.
핑크 플로이드는 1994년 8월 23일 디비젼 벨 투어 (Division Bell Tour)의 일정으로 공연하였다.

## 축구 경기
FC 샬케 04는 구장이 개장한 1973년 8월부터 2001년 5월까지 이 경기장을 홈 구장으로 사용하였다. 그 이후로는 2001년 7월, 인근에 개장한 벨틴스 아레나로 홈 구장을 옮겼다.
1974년 FIFA 월드컵에는 5경기를 주최하였고, UEFA 유로 1988에는 서독 v. 덴마크 경기와 네덜란드 v. 아일랜드의 두 경기를 주최하였다. 또한 1997년 UEFA 컵의 FC 샬케 04와 FC 인테르나치오날레 밀라노의 1차전 경기 또한 이곳에서 열렸다.(그 중에서 1974년 팔크슈타디온의 비극이 벌여졌다.)
파르크슈타디온에서의 마지막 분데스리가 경기는 FC 샬케 04와 SpVgg 운터하힝의 2001년 5월 19일 경기였다. 이날 65,000명의 관중이 찾아왔고, 그날 분데스리가 준우승을 차지하였다.

## 같이 보기
- FC 샬케 04
- 1974년 FIFA 월드컵
- 벨틴스 아레나
- 글뤼카우프-캄프반 경기장